# Saint-Arroman (Gers)
Saint-Arroman (gaskognisch: Sent Arroman) ist eine französische Gemeinde mit 126 Einwohnern (Stand 1. Januar 2022) im Département Gers in der Region Okzitanien (bis 2015 Midi-Pyrénées); sie gehört zum Arrondissement Mirande und zum Gemeindeverband Val de Gers. Die Bewohner nennen sich Saint-Arromanais/Saint-Arromanaises.

## Geografie
Saint-Arroman liegt rund 13 Kilometer südöstlich von Mirande und 24 Kilometer südsüdwestlich von Auch im Süden des Départements Gers. Die Gemeinde besteht aus Weilern, zahlreichen Streusiedlungen und Einzelgehöften. Der Fluss Sousson durchquert die Gemeinde in nördlicher Richtung.
Nachbargemeinden sind Clermont-Pouyguillès im Norden, Lourties-Monbrun im Nordosten, Esclassan-Labastide im Osten und Südosten, Samaran im Süden, Lagarde-Hachan im Südwesten, Saint-Élix-Theux im Westen sowie Moncassin im Nordwesten.

## Bevölkerungsentwicklung
| Jahr | 1793 | 1800 | 1821 | 1831 | 1876 | 1962 | 1968 | 1975 | 1982 | 1990 | 1999 | 2006 | 2011 | 2016 |
| Einwohner | 533  | 518  | 585  | 458  | 416  | 165  | 173  | 163  | 154  | 132  | 126  | 138  | 132  | 138  |
| Quellen: Cassini, Saint-Arroman Cassini, Clarens Cassini, Gaujac Cassini, Lembègeund INSEE; 1793 bis 1821 bereits heutiges Gemeindegebiet |      |      |      |      |      |      |      |      |      |      |      |      |      |      |